# Emre Demir
Emre Demir (* 15. Januar 2004 in Mersin) ist ein türkischer Fußballspieler. Er steht seit Ende Januar 2023 beim türkischen Erstligisten Fenerbahçe Istanbul unter Vertrag.

## Karriere

### Verein
Demir begann mit dem Vereinsfußball in der Jugend von Kayserispor und erhielt hier im Januar 2019 einen Profivertrag. Fünf Tage später gab er in der Pokalbegegnung vom 22. Januar 2019 gegen Akhisarspor sein Profidebüt. Zu seinem ersten Einsatz in der Süper Lig kam er am 19. Mai 2019 beim 2:2 gegen Akhisarspor. Damit wurde er der jüngste Spieler, der jemals in der Süper Lig zum Einsatz kam. Am 9. November 2019, dem 11. Spieltag der Saison 2019/20, erzielte er im Spiel gegen Gençlerbirliği Ankara den zwischenzeitlichen 1:1-Ausgleich und wurde auch zum jüngsten Torschützen der Ligageschichte. Zur Saison 2022/23 wechselte Demir zum FC Barcelona. Für die Katalanen soll er zunächst für die zweite Mannschaft auflaufen.

### Nationalmannschaft
Demir startete seine Nationalmannschaftskarriere im Januar 2014 mit einem Einsatz für die türkische U-14-Nationalmannschaft. Mit der türkischen U-16-Nationalmannschaft nahm er 2014 am Ägäis-Pokal teil und wurde bei dem Turnier mit seinem Team Turniersieger.

## Erfolge
- Mit der türkischen U-16-Nationalmannschaft
  - Sieger im Ägäis-Pokal: 2019